# Chatelaine
Chatelaine [šatlên] (francosko graščakova žena) je bila dolga verižica, praviloma iz srebra, ki so jo ženske nosile ovito okrog pasu, tako da je padala na krilo. Od 17. stoletja dalje so jo nosili tudi moški za nošenje ur in pečatnikov. Od sredine 19. stoletja je bila iz jekla. Nanjo so moški obešali predmete, ki so jih rabili pri vsakdanjem delu (škarje, naprstnik, ključi, …). Po 80. letih 19. stoletja so jo opustili.
Dandanes pri nekaterih, predvsem mlajših moških, spet prihaja v rabo podobna verižica, pripeta ob hlače. Na njej so navadno obešeni predmeti kot ključi ali denarnica, ki počivajo v žepu.